# Élections générales britanniques de 2005 dans les Cornouailles
Des élections générales britanniques ont lieu le 5 mai 2005 pour élire la 54e législature du Parlement du Royaume-Uni. Les Cornouailles élise 5 des 646 députés.

## Résultats

### Global
| Partis | Partis              | Voix    | Voix  | Voix       | Total des sièges | Total des sièges | Total des sièges |
| Partis | Partis              | Votes   | %     | +/−        | Sièges           | +/−              |                  |
| ------ | ------------------- | ------- | ----- | ---------- | ---------------- | ---------------- | ---------------- |
|        | Libéraux-démocrates | 115 241 | 44,42 | 0,40       | 5 / 5            | 1                |                  |
|        | Parti conservateur  | 82 543  | 31,82 | 0,79       | 0 / 5            | stagnation       |                  |
|        | Parti travailliste  | 41 140  | 15,86 | 1,46       | 0 / 5            | 1                |                  |
|        | UKIP                | 12 863  | 4,96  | 1,28       | 0 / 5            | stagnation       |                  |
|        | Mebyon Kernow       | 3 552   | 1,37  | 0,10       | 0 / 5            | stagnation       |                  |
|        | Parti vert          | 1 738   | 0,67  |            | 0 / 5            |                  |                  |
|        | Veritas             | 911     | 0,35  |            | 0 / 5            |                  |                  |
|        | Parti libéral       | 423     | 0,16  | 0,10       | 0 / 5            | stagnation       |                  |
|        | Autres              | 1 022   | 0,39  | 0,36       | 0 / 5            | stagnation       |                  |
| Total  | Total               | 259 433 | 100   | stagnation | 5 / 5            | stagnation       |                  |

### Par circonscription

#### Falmouth & Camborne
| Candidats                      | Candidats                      | Partis                            | Voix   | %    | +/−  |
| ------------------------------ | ------------------------------ | --------------------------------- | ------ | ---- | ---- |
|                                | Julia Goldsworthy              | Libéraux-démocrates               | 16 747 | 34,9 | 10,4 |
|                                | Candy Atherton                 | Parti travailliste                | 14 861 | 31,0 | 8,6  |
|                                | Ashley Crossley                | Parti conservateur                | 12 644 | 26,3 | 3,6  |
|                                | Michael Mahon                  | UKIP                              | 1 820  | 3,8  | 1,0  |
|                                | David Mudd                     | Indépendant                       | 961    | 2,0  |      |
|                                | Paul Holmes                    | Parti libéral                     | 423    | 0,9  | 0,5  |
|                                | Hilda Wasley                   | Mebyon Kernow                     | 370    | 0,8  | 1,0  |
|                                | Peter Gifford                  | Veritas                           | 128    | 0,3  |      |
|                                | Richard Smith                  | Removal Of Tetramasts In Cornwall | 61     | 0,1  |      |
| Total (Participation : 67,1 %) | Total (Participation : 67,1 %) | Total (Participation : 67,1 %)    | 48 015 | 100  |      |

#### Cornwall North
| Candidats                      | Candidats                      | Partis                         | Voix   | %    | +/− |
| ------------------------------ | ------------------------------ | ------------------------------ | ------ | ---- | --- |
|                                | Dan Rogerson                   | Libéraux-démocrates            | 23 842 | 42,6 | 9,4 |
|                                | Mark Formosa                   | Parti conservateur             | 20 766 | 37,1 | 3,3 |
|                                | David Acton                    | Parti travailliste             | 6 636  | 11,9 | 2,2 |
|                                | David Campbell-Bannerman       | UKIP                           | 3 063  | 5,5  | 1,1 |
|                                | Dick Cole                      | Mebyon Kernow                  | 1 351  | 2,4  |     |
|                                | Alan Eastwood                  | Veritas                        | 324    | 0,6  |     |
| Total (Participation : 64,5 %) | Total (Participation : 64,5 %) | Total (Participation : 64,5 %) | 55 982 | 100  |     |

#### Cornwall South East
| Candidats                      | Candidats                      | Partis                         | Voix   | %    | +/− |
| ------------------------------ | ------------------------------ | ------------------------------ | ------ | ---- | --- |
|                                | Colin Breed                    | Libéraux-démocrates            | 24 986 | 46,7 | 0,8 |
|                                | Ashley Gray                    | Parti conservateur             | 18 479 | 34,6 | 0,9 |
|                                | Colin Binley                   | Parti travailliste             | 6 069  | 11,4 | 1,0 |
|                                | David Lucas                    | UKIP                           | 2 693  | 5,0  | 1,2 |
|                                | Graham Sandercock              | Mebyon Kernow                  | 769    | 1,4  | 0,9 |
|                                | Anne Assheton-Salton           | Veritas                        | 459    | 0,9  |     |
| Total (Participation : 66,2 %) | Total (Participation : 66,2 %) | Total (Participation : 66,2 %) | 53 455 | 100  |     |

#### St Ives
| Candidats                      | Candidats                      | Partis                         | Voix   | %    | +/−        |
| ------------------------------ | ------------------------------ | ------------------------------ | ------ | ---- | ---------- |
|                                | Andrew George                  | Libéraux-démocrates            | 25 577 | 50,7 | 0,9        |
|                                | Christian Mitchell             | Parti conservateur             | 13 968 | 27,7 | stagnation |
|                                | Michael Dooley                 | Parti travailliste             | 6 583  | 13,1 | 0,2        |
|                                | Mick Faulkner                  | UKIP                           | 2 551  | 5,1  | 1,2        |
|                                | Katrina Slack                  | Parti vert                     | 1 738  | 3,4  |            |
| Total (Participation : 72,4 %) | Total (Participation : 72,4 %) | Total (Participation : 72,4 %) | 50 417 | 100  |            |

#### Truro & St Austell
| Candidats                      | Candidats                      | Partis                         | Voix   | %    | +/− |
| ------------------------------ | ------------------------------ | ------------------------------ | ------ | ---- | --- |
|                                | Matthew Taylor                 | Libéraux-démocrates            | 24 089 | 46,7 | 1,6 |
|                                | Fiona Kemp                     | Parti conservateur             | 16 686 | 32,4 | 0,1 |
|                                | Charlotte Mackenzie            | Parti travailliste             | 6 991  | 13,6 | 0,1 |
|                                | David Noakes                   | UKIP                           | 2 736  | 5,3  | 2,0 |
|                                | Conan Jenkin                   | Mebyon Kernow                  | 1 062  | 2,1  | 0,2 |
| Total (Participation : 64,2 %) | Total (Participation : 64,2 %) | Total (Participation : 64,2 %) | 51 564 | 100  |     |

### Députés élus
| Circonscription     | Député sortant | Député sortant | Député élu | Député élu        |
| ------------------- | -------------- | -------------- | ---------- | ----------------- |
| Falmouth & Camborne |                | Candy Atherton |            | Julia Goldsworthy |
| Cornwall North      |                | Paul Tyler     |            | Dan Rogerson      |
| Cornwall South East |                | Colin Breed    |            | Colin Breed       |
| St Ives             |                | Andrew George  |            | Andrew George     |
| Truro & St Austell  |                | Matthew Taylor |            | Matthew Taylor    |